# Линде, Карл (виолончелист)
Карл Вильгельм Линде (швед. Carl Wilhelm Lindhe; 13 апреля 1876 — 26 ноября 1946) — шведский виолончелист.
В 1899—1934 гг. играл в составе Королевской капеллы. В 1911—1913 гг. также виолончелист в струнном квартете Свена Челльстрёма, затем в квартете Юлиуса Рутстрёма.
С 1912 г. преподавал в Стокгольмской консерватории, с 1932 г. профессор. Среди многочисленных учеников Линде, в частности, дирижёр Тур Манн и композитор Сам Рюдберг.
В 1919 г. избран в Королевскую музыкальную академию.